# Monaco GP
Monaco GP (モナコGP, Monako GP) é um jogo eletrônico de corrida de arcade lançado pela Sega em 1979. Um dos últimos jogos da Sega a usar chips TTL em vez de uma CPU, o jogo faz os jogadores correrem contra o relógio e ultrapassarem os competidores rivais enquanto tentam ganhar pontos dirigindo por cinco áreas. Uma versão atualizada, Pro Monaco GP, foi lançada em 1980; a série também teve lançamentos posteriores Super Monaco GP e Ayrton Senna's Super Monaco GP II. Monaco GP foi portado para o SG-1000 em 1983. O jogo fez sucesso nos arcades.

## Jogabilidade e aspectos técnicos

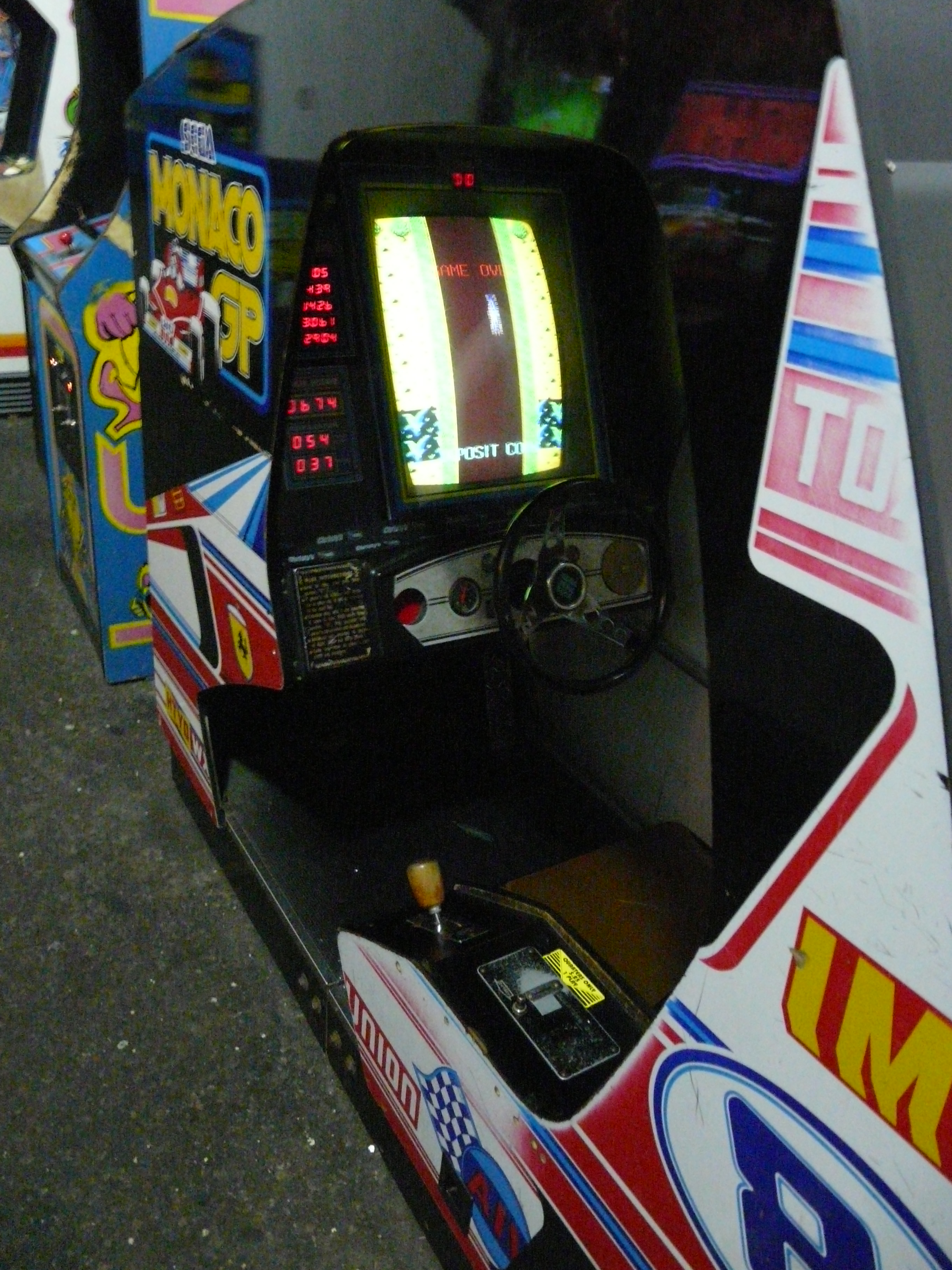
O cockpit de luxo da cabine do Monaco GP. Dentro, um câmbio manual está à esquerda e um volante e pedal estão embaixo do monitor.

Monaco GP foi um dos últimos jogos de arcade feito pela Sega a usar circuitos lógicos discretos baseados em TTL em vez de uma CPU. Mais de 100 chips em duas placas de circuito operam o jogo. Imagens como os carros e mensagens de "Game over" são armazenadas em pequenos chips ROM customizados. Os efeitos sonoros, como os motores dos carros, uma sirene e o som das rodas escorregando no asfalto, são gerados por amplificadores operacionais e outros circuitos analógicos. As informações de pontuação aparecem em vários LEDs localizados no gabinete, incluindo a pontuação do jogador e a tabela de pontuação mais alta.
O principal objetivo do jogo é correr contra o relógio. Os pontos são atribuídos à medida que o jogador corre por cinco áreas. Conforme o jogo avança, os carros rivais controlados pelo jogo ficam mais rápidos, a estrada se estreita e a superfície da estrada muda para gelo e cascalho. Existem vários estilos de gabinete de arcade para o jogo, incluindo um gabinete de cockpit de luxo que foi projetado para se sentar ao volante de um carro de corrida com volante acolchoado e pedal do acelerador.

## Lançamento e recepção

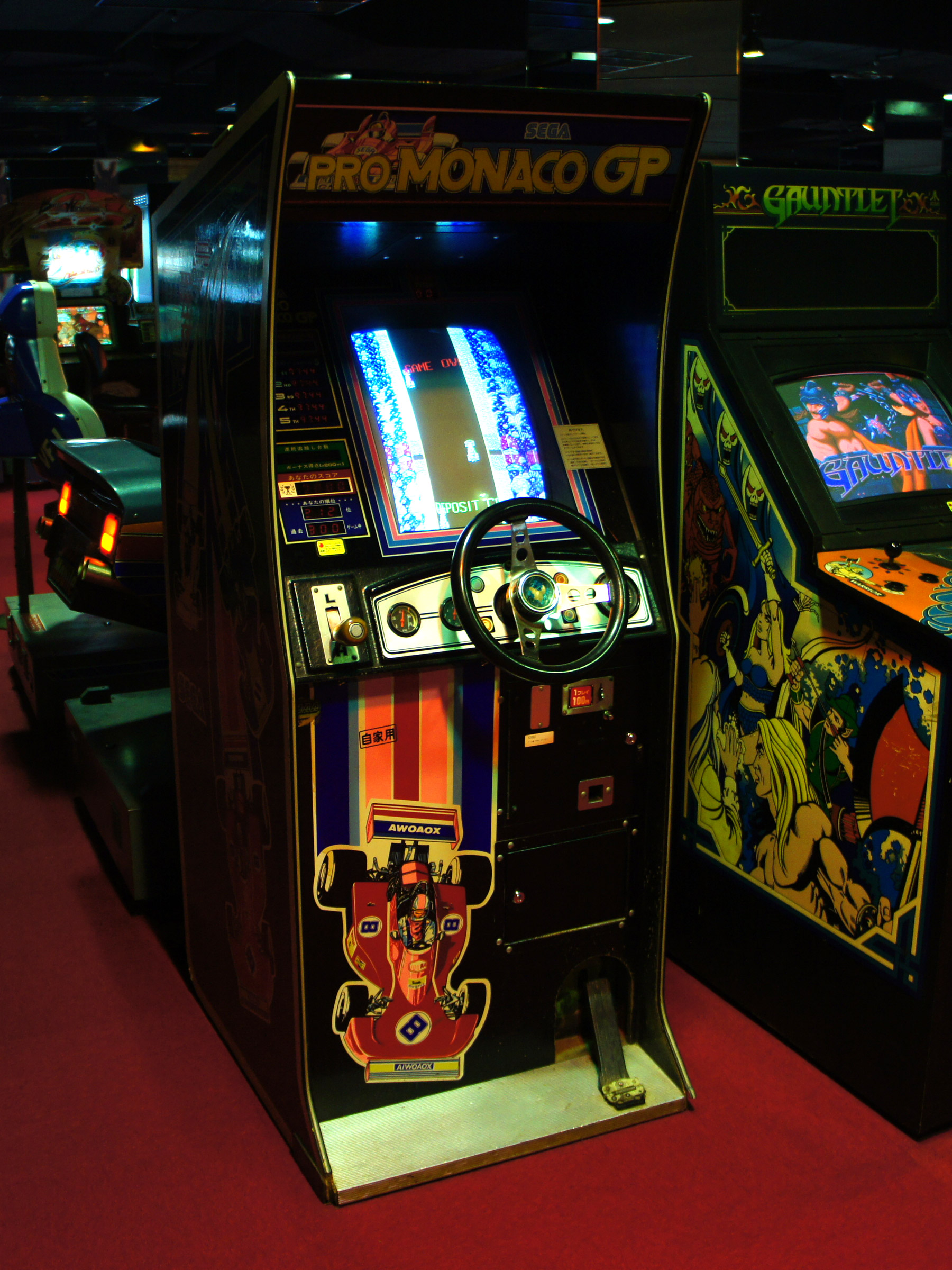
Uma máquina de arcade de "Pro Monaco GP"

Exibido inicialmente no show da Japan Amusement Association em Tóquio em 1979, Monaco GP recebeu uma recepção positiva em sua estreia. O presidente da Sega, David Rosen, disse que a recepção do jogo foi calorosa ao demonstrar a crescente aceitação mundial dos jogos de arcade que funcionam com moedas. Monaco GP foi lançado em novembro de 1979. Uma versão atualizada, chamada Pro Monaco GP, foi lançada em 1980, e o jogo original foi posteriormente portado para o SG-1000 e SC-3000 em 1983. A Sega mais tarde reviveu a série Monaco GP com o Super Monaco GP em 1989, e Ayrton Senna's Super Monaco GP II em 1992.
A versão arcade de Monaco GP tornou-se um grande sucesso. A Cashbox classificou o jogo como o jogo de corrida de arcade mais popular dos Estados Unidos em 1982. O jogo apareceu na tabela de vendas mensais da revista RePlay de abril de 1980 até abril de 1987, um número recorde de aparições que Galaga da Namco foi o mais próximo de alcançar. A Game Machine listou o Monaco GP em sua edição de 15 de julho de 1983 como sendo a quinta unidade de arcade vertical mais popular no Japão na época. A revista francesa Tilt deu à versão de SC-3000 do jogo 6 de 6 estrelas nos gráficos e 4 de 6 na jogabilidade. Em 2003, a Sega fez um remake para o PlayStation 2, como parte da coleção Sega Ages 2500. O remake apresenta uma série de adições, incluindo mais carros e modos de jogo. Kurt Kalata do Hardcore Gaming 101 aplaudiu o remake de 2500 em particular por suas melhorias na jogabilidade do original, acreditando que seria digno de um lançamento separado fora do Japão.